# Sarah Puntigam
Sarah Puntigam (Raning, 13 ottobre 1992) è una calciatrice austriaca, difensore dello Houston Dash e centrocampista della nazionale austriaca.
A settembre 2021, con 111 incontri all'attivo, è la calciatrice con più presenze in assoluto nella nazionale maggiore.

## Biografia
E' apertamente lesbica. Ha sposato la calciatrice Genessee Daughetee, sua compagna di squadra al Colonia nel giugno 2022.

## Carriera

### Nazionale
Dopo aver giocato nella selezione della Stiria, Puntigam viene convocata dalla federazione calcistica dell'Austria (Österreichischer Fußball-Bund - ÖFB) fin dal 2007, per vestire la maglia della formazione Under-19, facendo il suo esordio in un torneo ufficiale UEFA, appena quindicenne, un anno più tardi, in occasione delle qualificazioni all'Europeo di Francia 2008, il 24 aprile 2008 nel primo incontro del secondo turno di qualificazione, dove la sua nazionale supera con il risultato di 3-0 le pari età della Finlandia. In seguito l'Austria perdendo per 2-0 l'incontro con la Svezia e pareggiando per 1-1 il successivo con la Rep. Ceca non riesce ad accedere alla fase finale. Resterà in rosa con la U-19 fino al 2011, disputando le qualificazioni alle successive edizioni di Bielorussia 2009 e Macedonia 2010, giocando la sua ultima partita ufficiale il 31 marzo, nella fase élite di qualificazione all'Europeo di Italia 2011, dove sigla la rete del parziale 2-0 sulla Scozia, incontro poi terminato sul 3-3. relativamente ai soli incontri ufficiali UEFA Puntigam colleziona 18 presenze realizzando 11 reti, senza mai poter accedere ad una fase finale del campionato europeo di categoria.

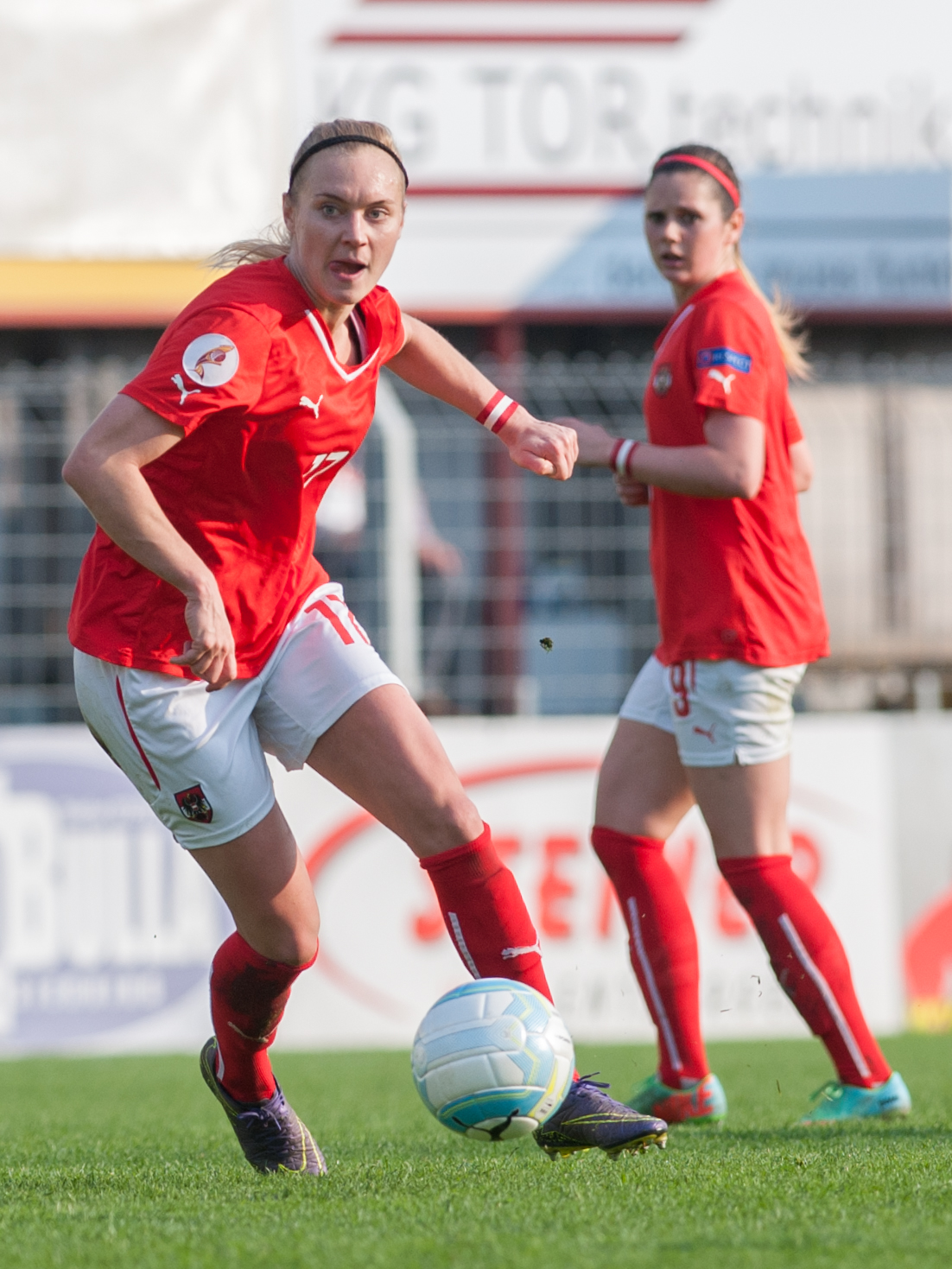
10 aprile 2016: Puntigam in un'azione di gioco contro la durante le qualificazioni all'Europeo dei Paesi Bassi 2017.

Due anni dopo il suo esordio in Under-19 il commissario tecnico Ernst Weber la chiama in nazionale maggiore, inserendola nella lista delle convocate per l'edizione 2009 dell'Algarve Cup e dove con 16 anni e 5 mesi, è la giocatrice più giovane della squadra.. Puntigam scende da titolare fin dal primo incontro del 4 marzo 2009, ad Alvor, nell'incontro vinto 2-1 sulle avversarie del Galles, e condivide il percorso della sua squadra che con una vittoria, un pareggio, 1-1 con la Polonia e una sconfitta, 1-0 con le padrone di casa del Portogallo, termina al secondo posto del gruppo C e quindi disputa, perdendola per 2-0 con la Norvegia, la finale per il nono posto.
Da allora viene convocata con regolarità; chiamata nuovamente per l'Algarve Cup 2010 realizza la sua prima rete con la maglia della nazionale maggiore nell'incontro della finale per l'undicesimo posto, vinta per 6-0 sulle Fær Øer siglando una doppietta al 73' e all'88' che portano il parziale per le austriache sul 5-0.
In seguito disputa le qualificazioni agli Europei di Svezia 2013, dove deve cedere l'accesso alla fase finale, negli spareggi, alla Russia, e a quelle dei Paesi Bassi 2017 dove condivide con le compagne lo storico prima accesso ad una fase finale di un campionato ufficiale e si rivela una delle esordienti più promettenti giungendo fino alle semifinali eliminate dalla Danimarca solo ai tiri di rigore.
Nel frattempo disputa le qualificazioni al Mondiale di Canada 2015, fallendo l'accesso alla fase finale, l'Algarve Cup 2014, undicesimo posto, e le edizioni 2016 e 2017 della Cyprus Cup dove nella prima vince il torneo battendo in finale la Polonia per 2-1.

## Palmarès

### Club
- Coppa di Germania: 1

Bayern Monaco 2011-2012

### Nazionale
- Cyprus Cup: 1

2016